# Tobias Wolff
Tobias Jonathan Ansell Wolff (ur. 19 czerwca 1945 w Birmingham, Alabama) – amerykański pisarz, autor powieści, opowiadań oraz dwóch książek wspomnieniowych.
Urodził się w Alabamie, jako syn Arthura Samuelsa Wolffa i Rosemary Loftus Wolff. Jego starszym bratem jest pisarz Geoffrey Wolff. Chociaż liczne źródła – w tym Britannica – podają, że Arthur Wolff był inżynierem lotnictwa, w rzeczywistości nie ukończył żadnych studiów, a intratne posady w fabrykach samolotów zawdzięczał urokowi osobistemu i sfałszowanym referencjom.
Po rozstaniu rodziców w 1950 r. Tobias wychowywał się przy matce, najpierw na Florydzie, później na zachodzie Stanów Zjednoczonych, między innymi w Seattle i w przemysłowej osadzie w stanie Waszyngton. Rosemary Wolff ponownie wyszła za mąż, za mężczyznę, który okazał się brutalnym despotą. Dzieciństwo we władzy ojczyma Wolff opisał w książce Chłopięce lata (1989; wyd. pol. 1999).
Mając piętnaście lat, Wolff dostał się – dzięki sfałszowanemu świadectwu i podrobionym listom polecającym od nauczycieli – do elitarnej szkoły The Hill w Pensylwanii, skąd został później wyrzucony za złe stopnie z matematyki. Po relegacji ze szkoły przez krótki czas był majtkiem na statku, a następnie zaciągnął się do wojska, w którym przesłużył cztery lata, z czego rok (1967–1968) w Wietnamie. Doświadczenia tamtych lat przedstawił w swojej drugiej książce wspomnieniowej, In Pharaoh's Army: Memories of the Lost War (1994).
Po powrocie z Wietnamu zdał egzaminy na Uniwersytet Oksfordzki, gdzie z wyróżnieniem ukończył studia anglistyczne (licencjat w 1972, magisterium w 1975). Wróciwszy z Anglii do Stanów Zjednoczonych, pracował między innymi jako reporter w „The Washington Post”, kelner w hotelu i nauczyciel w liceum; był też pracownikiem ochrony w Agencji Pinkertona. 
W 1975 r. otrzymał stypendium Wallace'a Stegnera na Uniwersytecie Stanforda, dzięki któremu ukończył studia podyplomowe z creative writing. Od połowy lat 70. XX w. prowadził zajęcia na Uniwersytecie Stanforda (1976–1978; ponownie od 1997), Arizona State University (1978–1980), Syracuse University (1980–1997). W Syracuse jego studentami byli między innymi George Saunders i Alice Sebold, którzy opisali go później w swoich wspomnieniach. 
W 1978 r., przebywając na rezydencji literackiej w Plainfield w stanie Vermont, poznał Raymonda Carvera, a nieco później, za jego pośrednictwem, Richarda Forda. Carver opisał przyjaźń z Fordem i Wolffem w jednym ze swoich ostatnich tekstów, zatytułowanym Friendship. 

## Ekranizacja
Na podstawie Chłopięcych lat powstał film This Boy's Life (pol. tyt. Chłopięcy świat) w reżyserii Michaela Caton-Jonesa. Wolffa zagrał Leonardo DiCaprio, jego matkę Ellen Barkin, a ojczyma Robert de Niro. 

### Powieści
- Ugly Rumours (1975)[16]
- The Barracks Thief (1984, minipowieść, pierwodruk w piśmie „Granta” w numerze Dirty Realism[17])[18]
- Old School (2003)[19]

### Zbiory opowiadań
- In the Garden of the North American Martyrs (1981; wydanie brytyjskie pod tytułem Hunters in the Snow)
- Back in the World (1985)
- The Night in Question (1997)
- Our Story Begins: New and Selected Stories (2008)

### Redaktor
- Matters of Life and Death: New American Stories (1983, autor wyboru i przedmowy)[20]
- A Doctor's Visit: The Short Stories of Anton Chekhov (1988, autor wyboru i przedmowy)[21]
- Best American Short Stories (1994)[22]
- The Vintage Book of Contemporary American Short Stories (1994; w Wielkiej Brytanii antologia ukazała się jako The Picador Book of Contemporary American Short Stories)
- The Hemingway Stories (2021, autor wyboru i przedmowy)[23]

### Non-fiction
- This Boy's Life: A Memoir (1989).
- In Pharaoh's Army. Memories of the Lost War (1994).

### Przekłady na język polski
- Chłopięce lata, przełożył Jacek Spólny, Zysk i S-ka, Poznań 1999[24].
- W armii faraona. Wspomnienia z przegranej wojny [fragment], przełożył Krzysztof Umiński, „Literatura na Świecie” 2024, nr 5/6, s. 5-42.
- Opowiadania: Kula w mózg, Ten drugi Miller, Lewiatan, Siostra, przełożyli Jagoda Dolińska i Krzysztof Umiński, „Literatura na Świecie” 2024, nr 5/6, s. 55-93.
- Oto początek naszej historii, przełożył Krzysztof Umiński, Wydawnictwo Czarne, Wołowiec 2025[25].

## Nagrody i wyróżnienia
- O. Henry Award (1980, 1981, 1985)[26]
- PEN / Faulkner Award (1985, za The Barracks Thief)[27]
- Los Angeles Times Book Award (1989, za This Boy's Life)[28]
- The REA Award for Short Story (1989)[29]
- National Book Award (1994, finalista, za In Pharaoh's Army)[30]
- National Book Critics Circle Award (2003, finalista, za Old School)[31]
- Los Angeles Times Book Award (2004, finalista, za Old School)[32]
- PEN / Faulkner Award (2004, finalista, za Old School)[33]
- PEN / Malamud Award (2006)[34]
- The Story Prize (2008, za Our Story Begins)[35]
- National Medal of Arts (2015, przyznany przez Baracka Obamę)[36]
- Hadada Award (2024, przyznawana przez redakcję „The Paris Review” za całokształt twórczości literackiej)[37]